# Philippe Bonhoure
Pour les articles homonymes, voir Bonhoure (homonymie).
Pas d'image ? Cliquez ici

a Compétitions nationales et continentales officielles uniquement.

Philippe Bonhoure, né le 18 décembre 1961 à Lavelanet, dans l'Ariège, est un joueur français de rugby à XV. Il remporte avec l'AS Béziers deux titres de champion de France en 1983 et 1984. Il est maintenant arbitre de rugby.

## Biographie
Philippe Bonhoure commence le rugby au sein du Stade lavelanétien à l'âge de 8 ans. Capitaine de l'équipe de France juniors, il est repéré par l'AS Béziers où il prend la succession de Jack Cantoni comme arrière en 1980. Il dispute son premier match face à l'Aviron bayonnais (44-22) et reçoit par le public biterrois le surnom de « funambule ». Blessé en quart de finale face à l'USAP, il ne peut disputer la finale en fin de saison face au Stade bagnérais.
Il remporte deux boucliers de Brennus en 1983 contre le RRC Nice (14-6) et en 1984 face au SU Agen (21-21). Cette finale est la seule à s'être terminée par des tirs au but, les deux équipes étant restées à score nul après les prolongations règlementaires. Philippe Bonhoure participe à cette double séance de tirs au but en compagnie de Patrick Fort et de Michel Fabre. Plusieurs fois sélectionné en équipe de France, il n'a pas l'occasion d'entrer sur le terrain.
Il rejoint en 1995 le rugby olympique agathois, alors en division d'honneur, et joue demi d'ouverture. Le club agathois parvient en demi-finale du championnat honneur où il s'incline face au Bordeaux étudiants club et accède à la fédérale 3. L'année suivante, Philippe Bonhoure et ses coéquipiers sont finalistes du challenge de l'Essor puis en 1997 parviennent en fédérale 2. Il devient en 1998 entraîneur-joueur du club qui doit de nouveau s'incliner en finale du challenge de l'Essor. Il met fin à sa carrière en 2002.
Philippe Bonhoure vit aujourd'hui à Béziers, il est devenu arbitre de rugby en Top 14 et Pro D2. En 2010, il doit mettre un terme à sa carrière d'arbitre sur le pré car il a atteint la limite d'âge, il devient arbitre vidéo alors en Top 14, proD2, coupe d'Europe et autres rencontres internationales. Il est nommé arbitre vidéo de la finale de l'édition 2012-2013 du Top 14, opposant Toulon à Castres. Il officie une nouvelle fois en finale du Top 14 opposant le stade toulousain et le stade rochelais en 2021. Côté européen, Philippe Bonhoure est désigné TMO de la finale de Challenge Cup en 2018 opposant les Cardiff blues à Gloucester. L’année suivante il est désigné pour officier lors de la finale de Heineken Champions Cup opposant le Leinster aux Saracens.

## Palmarès
En sélection
- Équipe de France scolaire (moins de 18), junior (moins de 19), France A'

Avec l'AS Béziers
- Championnat de France de première division :
  - Champion (2): 1983 et 1984 avec l'AS Béziers.
- Coupe de France :
  - Vainqueur (1) : 1986

Reconversion
- Arbitre de Top 14 et Pro D2.
- Actuellement arbitre vidéo de Top 14 et Coupe d'Europe.